# 扎奥尔杰
扎奥尔杰（波兰语：Zaolzie；Śląsk zaolziański，意为：奥尔扎河外的西里西亚；捷克语：Zaolší (Zaolží)；德语：Olsa-Gebiet），也被称为外奥尔扎（英语：Trans-Olza），是现今一片属捷克共和国领土的波兰语名称，意思是“奥尔扎河外的土地”。波兰第二共和国和捷克斯洛伐克曾对此地有领土争议。扎奥尔杰地区设立于1920年，当时切申西里西亚被波兰和捷克斯洛伐克分开。扎奥尔杰成为切申西里西亚捷克区的东部。这一分法令双方都不满意，围绕此地的争议一直持续到1938年10月慕尼黑协定。納粹德國及匈牙利王國各獲他們所宣稱領土而波兰獲得札奧尔杰。波蘭占領此地才一年纳粹德国就入侵波兰，札奧尔杰成为德国的领土。战后，1920年的边界得以恢复。
在历史上，居住于此的多数民族为波兰人。在奥地利的统治下，切申西里西亚被分为三（比利茨、弗里代克、泰申）到四部分（加上弗赖施塔特）。其中弗里代克大多数人口为捷克人。其他三地大多数人口为波兰人。19世纪时，德意志民族开始增长，到19世纪末期又开始下降。20世纪初以及1920年至1938年，主要由于从捷克其他地方的移民和对当地人的同化，捷克人口大幅增加。波兰人开始居于少数地位。这一情况一直延续至今。此地也曾有一定数量的犹太人，但二战期间几乎被德国人屠杀殆尽。